# بتس گورفل گوک
بتس گورفل گوک (به انگلیسی: Betws Gwerfil Goch) یک منطقهٔ مسکونی در بریتانیا است که در دنبیشر واقع شده‌است. بتس گورفل گوک ۳۵۱ نفر جمعیت دارد.